# Honnavalli, Alur
Honnavalli là một làng thuộc tehsil Alur, huyện Hassan, bang Karnataka, Ấn Độ.